# Listă de nume românești - litera Ț
Această pagină, supusă continuu îmbunătățirii, conține peste 600 de nume de familie românești care încep cu litera Ț.
| Ța - Țabrea (wikt) - Țachianu (wikt) - Țaga (wikt) - Țagor (wikt) - Țaicu (wikt) - Țal (wikt) - Țala (wikt) - Țalea (wikt) - Țalu (wikt) - Țamblac (wikt) - Țamboi (wikt) - Țambură (wikt) - Țană (wikt) - Țanacli (wikt) - Țanc (wikt) - Țancu (wikt) - Țandără (wikt) - Țandău (wikt) - Țandea (wikt) - Țandrău (wikt) - Țane (wikt) - Țanovici (wikt) - Țanțoș (wikt) - Țanu (wikt) - Țap (wikt) - Țapă (wikt) - Țaporea (wikt) - Țapu (wikt) - Țara (wikt) - Țarăleșcă (wikt) - Țarălungă (wikt) - Țarcu (wikt) - Țarec (wikt) - Țarfulea (wikt) - Țarida (wikt) - Țariuc (wikt) - Țarog (wikt) - Țață (wikt) - Țațu (wikt) - Țau (wikt) | Ță - Țăcălae (wikt) - Țăcălău (wikt) - Țăgorean (wikt) - Țăgurean (wikt) - Țălnar (wikt) - Țălpeanu (wikt) - Țămbrescu (wikt) - Țămpănariu (wikt) - Țănău (wikt) - Țăndăreanu (wikt) - Țăndărescu (wikt) - Țăndărică (wikt) - Țănoșanu (wikt) - Țăpârdea (wikt) - Țăpârlan (wikt) - Țăpârlea (wikt) - Țăpelea (wikt) - Țăpîrdea (wikt) - Țăpîrlea (wikt) - Țăpligă (wikt) - Țăpoc (wikt) - Țăpoi (wikt) - Țăpor (wikt) - Țăposu (wikt) - Țăpuc (wikt) - Țăpuleasa (wikt) - Țăpurel (wikt) - Țăpurică (wikt) - Țăpurin (wikt) - Țăpurlean (wikt) - Țăpuș (wikt) - Țăpușă (wikt) - Țăpuși (wikt) - Țăputrică (wikt) - Țăran (wikt) - Țărână (wikt) - Țărăngoiu (wikt) - Țăranu (wikt) - Țărăpănel (wikt) - Țărăscu (wikt) - Țărău (wikt) - Țărean (wikt) - Țărian (wikt) - Țărigrădeanu (wikt) - Țărîndă (wikt) - Țărlungeanu (wikt) - Țărmure (wikt) - Țărnă (wikt) - Țărnea (wikt) - Țăroi (wikt) - Țăroiu (wikt) - Țărțăleanu (wikt) - Țăruș (wikt) - Țăruși (wikt) - Țăsală (wikt) - Țăvîrlău (wikt) | Țâ - Țâbulcă (wikt) - Țâbuleac (wikt) - Țâc (wikt) - Țâcă (wikt) - Țâcu (wikt) - Țâglaș (wikt) - Țâlică (wikt) - Țâmbaliuc (wikt) - Țâmbrea (wikt) - Țâmbrescu (wikt) - Țâmbulea (wikt) - Țâmpău (wikt) - Țâmpea (wikt) - Țâmpu (wikt) - Țâncan (wikt) - Țâncău (wikt) - Țânculescu (wikt) - Țâncuș (wikt) - Țâncușe (wikt) - Țânta (wikt) - Țânțar (wikt) - Țânțăreanu (wikt) - Țânțaru (wikt) - Țântaș (wikt) - Țânțaș (wikt) - Țântuluc (wikt) - Țânvuia (wikt) - Țânvulea (wikt) - Țâplea (wikt) - Țâplic (wikt) - Țâpurlea (wikt) - Țâr (wikt) - Țâra (wikt) - Țârc (wikt) - Țârcă (wikt) - Țârcavu (wikt) - Țârcomnicu (wikt) - Țârcovnicu (wikt) - Țârdea (wikt) - Țârdeanu (wikt) - Țârdoiu (wikt) - Țârei (wikt) - Țârlă (wikt) - Țârlea (wikt) - Țârleanu (wikt) - Țârlui (wikt) - Țârț (wikt) - Țâru (wikt) - Țâțaru (wikt) - Țâvlică (wikt) | Țe - Țeau (wikt) - Țeavă (wikt) - Țebrean (wikt) - Țebrian (wikt) - Țeca (wikt) - Țecan (wikt) - Țecher (wikt) - Țechera (wikt) - Țecu (wikt) - Țega (wikt) - Țeglaș (wikt) - Țegrea (wikt) - Țehanciuc (wikt) - Țehleanu (wikt) - Țeican (wikt) - Țeicu (wikt) - Țeighiu (wikt) - Țein (wikt) - Țelea (wikt) - Țeleptean (wikt) - Țelepteanu (wikt) - Țeligrădeanu (wikt) - Țelină (wikt) - Țelinoiu (wikt) - Țelteu (wikt) - Țembea (wikt) - Țemblea (wikt) - Țena (wikt) - Țenchiu (wikt) - Țencu (wikt) - Țencușe (wikt) - Țendea (wikt) - Țendeleu (wikt) - Țene (wikt) - Țenea (wikt) - Țenescu (wikt) - Țenie (wikt) - Țenoaica (wikt) - Țenovici (wikt) - Țenț (wikt) - Țentea (wikt) - Țenter (wikt) - Țentilescu (wikt) - Țentiș (wikt) - Țenuc (wikt) - Țepârdea (wikt) - Țepei (wikt) - Țepele (wikt) - Țepelea (wikt) - Țepeluș (wikt) - Țepeneag (wikt) - Țepeneu (wikt) - Țepeniag (wikt) - Țepeniș (wikt) - Țeperig (wikt) - Țepeș (wikt) - Țepîrdea (wikt) - Țepiș (wikt) - Țepoc (wikt) - Țepoi (wikt) - Țepor (wikt) - Țepordei (wikt) - Țepos (wikt) - Țepoșan (wikt) - Țeposu (wikt) - Țepuc (wikt) - Țepurlan (wikt) - Țepurlui (wikt) - Țepuru (wikt) - Țepuș (wikt) - Țepușă (wikt) - Țerbea (wikt) - Țerescu (wikt) - Țerfea (wikt) - Țerlea (wikt) - Țermure (wikt) - Țerovan (wikt) - Țeru (wikt) - Țeselea (wikt) - Țeț (wikt) - Țetcu (wikt) - Țețiu (wikt) - Țețu (wikt) - Țeudan (wikt) - Țeugea (wikt) | Ți - Țiba (wikt) - Țibănescu (wikt) - Țibără (wikt) - Țibea (wikt) - Țibichi (wikt) - Țibil (wikt) - Țibireac (wikt) - Țibîrnă (wikt) - Țiblea (wikt) - Țiboacă (wikt) - Țiboc (wikt) - Țibran (wikt) - Țibre (wikt) - Țibrea (wikt) - Țibreanu (wikt) - Țibrian (wikt) - Țibrin (wikt) - Țibru (wikt) - Țibu (wikt) - Țibucanu (wikt) - Țibulac (wikt) - Țibulcă (wikt) - Țibuleac (wikt) - Țibuliac (wikt) - Țic (wikt) - Țică (wikt) - Țical (wikt) - Țicală (wikt) - Țicărat (wikt) - Țicău (wikt) - Țichindeal (wikt) - Țichindelean (wikt) - Țichindeleanu (wikt) - Țiclău (wikt) - Țicle (wikt) - Țiclea (wikt) - Țicleanu (wikt) - Țiclete (wikt) - Țicoi (wikt) - Țicra (wikt) - Țicu (wikt) - Țicudean (wikt) - Țicudeanu (wikt) - Țiculan (wikt) - Țiculeanu (wikt) - Țiculescu (wikt) - Țicuș (wikt) - Țidulă (wikt) - Țieranu (wikt) - Țif (wikt) - Țifache (wikt) - Țiff (wikt) - Țifoi (wikt) - Țifrea (wikt) - Țifui (wikt) - Țig (wikt) - Țigăeriu (wikt) - Țigăeru (wikt) - Țigăieru (wikt) - Țigan (wikt) - Țigănaș (wikt) - Țigănașu (wikt) - Țiganco (wikt) - Țigănele (wikt) - Țigănescu (wikt) - Țigănete (wikt) - Țigănică (wikt) - Țigănilă (wikt) - Țigăniță (wikt) - Țigăniuc (wikt) - Țigănoc (wikt) - Țigănoiu (wikt) - Țiganu (wikt) - Țigănucă (wikt) - Țigănuș (wikt) - Țigănuși (wikt) - Țigarat (wikt) - Țigăreanu (wikt) - Țigărlaș (wikt) - Țigău (wikt) - Țigăuan (wikt) - Țighiliu (wikt) - Țighinean (wikt) - Țighineanu (wikt) - Țiglă (wikt) - Țigle (wikt) - Țigleanu (wikt) - Țigler (wikt) - Țigmeanu (wikt) - Țigoe (wikt) - Țih (wikt) - Țilă (wikt) - Țilea (wikt) - Țilibașa (wikt) - Țiliboi (wikt) - Țilică (wikt) - Țiligă (wikt) - Țimbolaș (wikt) - Țimbolmaș (wikt) - Țimerman (wikt) - Țimir (wikt) - Țimonea (wikt) - Țimuc (wikt) - Țimurlea (wikt) - Țincaș (wikt) - Țincău (wikt) - Țincușe (wikt) - Țindea (wikt) - Țineghe (wikt) - Țintă (wikt) - Țintaru (wikt) - Țintaș (wikt) - Țintat (wikt) - Ținte (wikt) - Țintea (wikt) - Țintean (wikt) - Ținteanu (wikt) - Ținteșan (wikt) - Țintilă (wikt) - Țintișan (wikt) - Țintiu (wikt) - Țintiuc (wikt) - Țintoacă (wikt) - Țintoi (wikt) - Țintoiu (wikt) - Țintorescu (wikt) - Țințu (wikt) - Țion (wikt) - Țipă (wikt) - Țiparu (wikt) - Țipău (wikt) - Țiperciuc (wikt) - Țiperu (wikt) - Țipilică (wikt) - Țipirig (wikt) - Țipirigan (wikt) - Țipișcă (wikt) - Țipișcan (wikt) - Țipișcanu (wikt) - Țiple (wikt) - Țiplea (wikt) - Țiplic (wikt) - Țiplică (wikt) - Țipluică (wikt) - Țipoia (wikt) - Țiproc (wikt) - Țipțer (wikt) - Țirai (wikt) - Țirban (wikt) - Țiriac (wikt) - Țirian (wikt) - Țirmai (wikt) - Țiroga (wikt) - Țirulescu (wikt) - Țișca (wikt) - Țiț (wikt) - Țițeica (wikt) - Țițibaică (wikt) - Țițibuică (wikt) - Țițiriga (wikt) - Țițirigă (wikt) - Țițiu (wikt) - Țiucra (wikt) - Țiucu (wikt) - Țiugan (wikt) - Țiuian (wikt) - Țiulea (wikt) - Țiuleanu (wikt) - Țiulescu (wikt) - Țiulică (wikt) - Țivlea (wikt) - Țivlică (wikt) - Țizler (wikt) | Țî - Țîbîncu (wikt) - Țîbîrnă (wikt) - Țîbuleac (wikt) - Țîcă (wikt) - Țîcșa (wikt) - Țîfîială (wikt) - Țîgănașu (wikt) - Țîmbal (wikt) - Țîmbală (wikt) - Țîmbalariu (wikt) - Țîmbălaru (wikt) - Țîmbur (wikt) - Țîmburescu (wikt) - Țîmpău (wikt) - Țîmpea (wikt) - Țînc (wikt) - Țîncu (wikt) - Țînțar (wikt) - Țînțăreanu (wikt) - Țînțari (wikt) - Țîntaru (wikt) - Țînțaru (wikt) - Țîntea (wikt) - Țînțu (wikt) - Țîpu (wikt) - Țîr (wikt) - Țîra (wikt) - Țîră (wikt) - Țîrău (wikt) - Țîrc (wikt) - Țîrcă (wikt) - Țîrcavu (wikt) - Țîrcomnicu (wikt) - Țîrcoveanu (wikt) - Țîrcu (wikt) - Țîrdă (wikt) - Țîrdea (wikt) - Țîrdel (wikt) - Țîrdia (wikt) - Țîrdoiu (wikt) - Țîrea (wikt) - Țîrean (wikt) - Țîrei (wikt) - Țîrlă (wikt) - Țîrlăvan (wikt) - Țîrle (wikt) - Țîrlea (wikt) - Țîrlescu (wikt) - Țîrlui (wikt) - Țîrlungeanu (wikt) - Țîrțîrău (wikt) - Țîru (wikt) - Țîrvelea (wikt) - Țîrvulea (wikt) - Țîșcă (wikt) - Țîșnei (wikt) - Țîștea (wikt) - Țîștu (wikt) - Țîțe (wikt) - Țîțîrligă (wikt) - Țîțu (wikt) | Țo - Țoagă (wikt) - Țoanță (wikt) - Țobîrnac (wikt) - Țoc (wikt) - Țoca (wikt) - Țocoi (wikt) - Țocoian (wikt) - Țocu (wikt) - Țofei (wikt) - Țofoi (wikt) - Țoghia (wikt) - Țoghie (wikt) - Țoghină (wikt) - Țogoe (wikt) - Țogoi (wikt) - Țogoie (wikt) - Țogoran (wikt) - Țogoreanu (wikt) - Țoi (wikt) - Țoiu (wikt) - Țoia (wikt) - Țol (wikt) - Țola (wikt) - Țolaș (wikt) - Țolca (wikt) - Țolce (wikt) - Țolci (wikt) - Țolciu (wikt) - Țoldan (wikt) - Țole (wikt) - Țolea (wikt) - Țolescu (wikt) - Țolu (wikt) - Țompa (wikt) - Țompea (wikt) - Țon (wikt) - Țoncu (wikt) - Țone (wikt) - Țonea (wikt) - Țonenchi (wikt) - Țonenschi (wikt) - Țoneș (wikt) - Țonescu (wikt) - Țoni (wikt) - Țonie (wikt) - Țonțu (wikt) - Țop (wikt) - Țopa (wikt) - Țopai (wikt) - Țopan (wikt) - Țopârlan (wikt) - Țopârnac (wikt) - Țopea (wikt) - Țopescu (wikt) - Țopîrdea (wikt) - Țopîrnac (wikt) - Țopoșanu (wikt) - Țoropoc (wikt) - Țoța (wikt) - Țoțan (wikt) - Țoțea (wikt) - Țoțoc (wikt) - Țoțoi (wikt) - Țoțonea (wikt) - Țovârnac (wikt) | Țu - Țubluc (wikt) - Țubrea (wikt) - Țucă (wikt) - Țucan (wikt) - Țucărman (wikt) - Țuchel (wikt) - Țuchendrea (wikt) - Țuchendria (wikt) - Țuchiac (wikt) - Țuchilă (wikt) - Țuchiluș (wikt) - Țuchiu (wikt) - Țuclea (wikt) - Țucra (wikt) - Țucu (wikt) - Țucudean (wikt) - Țuculan (wikt) - Țuculanu (wikt) - Țuculeanu (wikt) - Țuculescu (wikt) - Țucului (wikt) - Țucuran (wikt) - Țudic (wikt) - Țugiu (wikt) - Țuglea (wikt) - Țuglui (wikt) - Țugui (wikt) - Țugulan (wikt) - Țugulea (wikt) - Țugulescu (wikt) - Țugulia (wikt) - Țugur (wikt) - Țuguran (wikt) - Țugurel (wikt) - Țugurin (wikt) - Țugurlan (wikt) - Țuhașu (wikt) - Țuianu (wikt) - Țuică (wikt) - Țuinea (wikt) - Țuiu (wikt) - Țulaș (wikt) - Țulea (wikt) - Țuli (wikt) - Țuligă (wikt) - Țulu (wikt) - Țuluc (wikt) - Țulucă (wikt) - Țulug (wikt) - Țului (wikt) - Țuluș (wikt) - Țumpoș (wikt) - Țumuca (wikt) - Țună (wikt) - Țuncu (wikt) - Țundra (wikt) - Țundră (wikt) - Țundrea (wikt) - Țunea (wikt) - Țup (wikt) - Țupa (wikt) - Țupișcă (wikt) - Țupu (wikt) - Țupulan (wikt) - Țura (wikt) - Țurai (wikt) - Țurcă (wikt) - Țurcan (wikt) - Țurcanu (wikt) - Țurcaș (wikt) - Țurcașiu (wikt) - Țurchen (wikt) - Țurea (wikt) - Țurei (wikt) - Țurescu (wikt) - Țurlacu (wikt) - Țurlan (wikt) - Țurlău (wikt) - Țurlea (wikt) - Țurlete (wikt) - Țurlia (wikt) - Țurlică (wikt) - Țurliu (wikt) - Țurliuc (wikt) - Țurloaică (wikt) - Țurloi (wikt) - Țurloiu (wikt) - Țurluc (wikt) - Țurlui (wikt) - Țurluianu (wikt) - Țurnea (wikt) - Țuroiu (wikt) - Țuroș (wikt) - Țuroșcu (wikt) - Țuroșu (wikt) - Țurțu (wikt) - Țuru (wikt) - Țuruș (wikt) - Țuș (wikt) - Țușcanu (wikt) - Țuștiu (wikt) - Țuț (wikt) - Țuță (wikt) - Țuțea (wikt) - Țuțeanu (wikt) - Țuțelea (wikt) - Țuțescu (wikt) - Țuțiș (wikt) - Țutoi (wikt) - Țuțoș (wikt) - Țuțu (wikt) - Țuțueanu (wikt) - Țuțui (wikt) - Țuțuian (wikt) - Țuțuiani (wikt) - Țuțuianu (wikt) - Țuțuieanu (wikt) - Țuțulan (wikt) - Țuțulea (wikt) - Țuțulean (wikt) - Țuțuluș (wikt) - Țuțuman (wikt) - Țuțura (wikt) - Țuțuraș (wikt) - Țuțurea (wikt) - Țuțurigă (wikt) - Țuțurman (wikt) - Țuțuruga (wikt) - Țuțurugă (wikt) - Țuvec (wikt) | Țv - Țvic (wikt) |